# Zastrupitev z živim srebrom
Zastrupitev z živim srebrom (poznana tudi kot hidrargrija ali merkurializem) je bolezen, katere vzrok je izpostavljenost živemu srebru ali njegovim spojinam.
Živo srebro (kemijski simbol Hg) je težka kovina, ki se pojavlja v več oblikah, od katerih vse v dovolj velikih količinah povzročajo zastrupitve. V oksidacijskem stanju nič (Hg0) obstaja kot plin ali kot tekoča kovina, v oksidacijskem stanju Hg+ obstaja v obliki anorganskih soli, v oksidacijskem stanju Hg2+ pa lahko tvori anorganske soli ali organske živosrebrne spojine; omenjene tri oblike živega srebra se razlikujejo v učinkih.
Učinki zastrupitve so: poškodbe možganov, ledvic in pljuč. 
Posledice zastrupitve z živim srebrom so tudi različne bolezni, med drugim akrodinija (rožnata bolezen), Hunter-Russellov sindrom in minamatska bolezen.
Tipični simptomi zastrupitve so okvare čutil (vida, sluha, govora), moteno zaznavanje in pomanjkanje koordinacije. Tip in stopnja izraženih simptomov sta odvisna od odmerka ter načina in trajanja izpostavljenosti.

## Znaki in simptomi
Pogosti simptomi zastrupitve z živim srebrom so periferna nevtropatija (izraža se kot parastezija ali srbenje, pekoč občutek ali bolečina), razbarvanje kože (rožnata lica, prsti na rokah in nogah), zatekanje in deskvamacija (luščenje kože).
Živo srebro nepovratno (ireverzibilno) zavre delovanje od selena odvisnih encimov in naj bi inaktiviralo tudi S-adenozil-metionin, ki je potreben za katabolizem (razgradnjo) kateholaminov s katehol-o-metil-transferazami. Zaradi nezmožnosti telesa, da bi razgradilo kateholamine (npr. adrenalin), se oseba, ki trpi za zastrupitvijo z živim srebrom, lahko prekomerno znoji, lahko doživi tahikardijo (pospešen srčni utrip), hipertenzijo (visok krvni tlak) ali se pretirano slini.
Pri prizadetih otrocih se lahko pojavijo pordela lica, nos in ustnice, izguba las, nohtov, prehodni izpuščaji, hipotonija (oslabelost mišic) ter povečana občutljivost na svetlobo. Drugi simptomi lahko vključujejo disfunkcijo ledvic (npr. Fanconijev sindrom) ali nevropsihiatrične sindrome, kot so čustvena labilnost, motnje spomina ali nespečnost. Klinična slika lahko spominja na feokromocitom ali Kawasakijev sindrom.

## Vzroki
Uživanje rib je najpomembnejši vir zaužitja živega srebra za ljudi in živali, čeprav lahko tudi rastline in druge živali  vsebujejo živo srebro zaradi bioakumulacije (kopičenja v orgazmu) iz zemlje, vode, atmosfere in tudi z uživanjem drugih organizmov, ki vsebujejo živo srebro. Vir živega srebra lahko prestavljajo tudi vdihan onesnažen zrak, 
hrana, ki med obdelavo pride v stik z živim srebrom, hlapi živega srebra iz amalgamskih zalivk, in nepravilna uporaba ali odstranjevanje živega srebra ali predmetov, ki ga vsebujejo, na primer pri razlitju živega srebra ali neustreznem odstranjevanju fluorescenčnih svetilk.
Na Japonskem je pomemben vir zastrupitve z živim srebrom uživanje kitovega in delfinjega mesa. Tetsuya Endo, profesor na Univerzi Health Sciences v Hokaidu, je testiral meso kitov v mestu Taiji in našel meso, ki je presegalo dovoljeno vrednost živega srebra glede na japonske predpise tudi za več kot dvajsetkrat.
Polovica živega srebra v ozračju izvira iz emisij elektrarn na premog in drugih človeških virov, preostanek pa doprinesejo naravni viri, kot so ognjeniki.
Dve tretjini živega srebra, ki ga ustvarimo ljudje, izhajata iz nepopolnega zgorevanja, večinoma premoga. Ostali pomembni viri, ki jih ustvarjamo ljudje, vključujejo pridobivanje zlata, barvnih kovin, proizvodnjo cementa, odstranjevanje odpadkov, človeške krematorije, kavstično proizvodnjo sode, surovega železa in jekla, proizvodnjo živega srebra (večinoma za baterije) in kurjenje biomase.
Večjemu tveganju za zastrupitev z živim srebrom so izpostavljeni delavci v rudnikih z zlatom, ki uporabljajo starejše metode pridobivanja, na primer samostojni, "obrtniški" delavci v rudnikih zlata, ki jih v Gani imenujejo galamseyi, v sosednjih frankofonskih državah pa orpaillerus. Čeprav ni nobene uradne vladne ocene, opazovalci menijo, da v Gani dela dvajset do petdeset tisoč delavcev kot galamseyi. Ta slika vključuje tudi mnoge ženske, ki delajo v teh rudnikih.
Živo srebro in mnogo njegovih kemičnih spojin, predvsem organskih živosrebrovih spojin, se hitro absorbirajo preko kože po neposrednem stiku z golimi rokami ali po stiku zaradi slabe zaščite rok.
Živo srebro in njegove spojine se pogosto uporabljajo v kemijskih laboratorijih, bolnišnicah, zobozdravstvenih ambulantah,
ter v obratih s proizvodnjo fluorescentnih žarnic, baterij in razstreliv.

## Mehanizem
Živo srebro je tako visoko reaktivno in strupeno sredstvo, da je težko prepoznati mehanizme poškodb. 
Iz tega razloga je še veliko neznanega o njegovem mehanizmu delovanja.
Poškoduje osrednje živčevje, endokrini sistem, ledvice, ostale organe in škodljivo deluje na usta, dlesni in zobe.
Dolgotrajnejša ali težka izpostavljenost hlapom živega srebra lahko povzroči možganske poškodbe in na koncu smrt.
Živo srebro in njegove spojine so še posebej strupene za zarodke in dojenčke. Ženske, ki so bile izpostavljene živemu srebru med
nosečnostjo, včasih rodijo otroke z resnimi okvarami (glej minamatska bolezen).
Če so majhni otroci izpostavljeni živemu srebru, imajo lahko hude nevrološke posledice. Živo srebro zavira nastajanje mielina.
Obstajajo dokazi, da zastrupitev z živim srebrom lahko povzroči Youngov sindrom (bronhiektazija in nizko število spermijev pri moških).
Učinek zastrupljenosti z živim srebrom je odvisen od tega, ali je bil posameznik izpostavljen elementarnemu živemu srebu, anorganskim ali organskim spojinam živega srebra.

### Elementarno živo srebro
Zaužitje ali namerno intravensko injiciranje živega srebra (poskus samomora) načeloma ne povzroči sistemskih učinkov. Čeprav ni kvantitativno dokazano, fizikalne lastnosti tekočega elementarnega živega srebra namreč omejijo absorbcijo skozi nepoškodovano kožo ali prebavila.
Približno 80% hlapov živega srebra se absorbira preko dihalnih poti, kjer vstopi v krvni obtok in se tako porazdeli po celem telesu.  Kronična izpostavljenost vdihavanja  plinov tudi pri nizkih koncentracijah v območju o.7-42 μg/m3 dokazano s študijo, povzroči učinke kot so tremor, naglušne kognitivne sposobnosti, motenje spanca in delavnosti.
Akutna inhalacija visokih koncentracij je vzrok za motnje osebnosti, senzorične in motorične motnje. Najbolj opazni simptomi so tresenje (najprej tresenje roke, nato se razširi na druge dele telesa), čustvena labilnost (izraža se kot razdražljivost, pretirana sramežljivost, izguba zaupanja in živčnost), nespečnost, izguba spomina, nevromuskularne spremembe (oslabelost, mišična atrofija, trzanje mišic), glavobol, polinevropatija (parastezija, hiperaktivni refleksi, upočasni senzorično in motorično prevodnost živcev) in primankljaj zmogljivosti v testih za kongintivno funkcijo.

### Anorganske spojine živega srebra
Živo srebro obstaja kot anorganska sol kot živosrebrni (II) klorid. Soli živega srebra v prvi vrsti vplivajo na prebavni trakt in ledvica. Lahko povzročijo hude poškodbe ledvic, vendar ne prehaja skozi krvno-možgansko pregrado. Soli živega srebra povzročajo manjše nevrološke poškodbe tudi če nismo neprekinjeno ali težko izpostavljeni. Soli živega srebra se pojavijo v živosrebrni (I) in živosrebrni (II) obliki. Živosrebrne (II) soli so običajno bolj strupene kot živosrebrne (I) spojine, ker so topne v vodi in se lažje absorbirajo iz prebavil.

### Organske spojine živega srebra
Spojine živega srebra so po navadi bolj strupene kot element sam. Organske spojine živega srebra so pogosto zelo strupene in povzročajo poškodbe jeter in možgan. Najbolj nevarna živosrebrna spojina je metilno živo srebro, ki je tako strupen, da  celo v mikrolitrih razlitja po koži ali celo po lateksovih rokavicah povzoči smrt.

## Diagnoza zastrupitve z elementarnim ali anorganskim živim srebrom
Običajno celotna koncentracija živega srebra v krvi ne presega 6 μg/L. Prehrana, ki vsebuje veliko rib,lahko poveča vnos živega srebra, tako da se koncentracija poveča celo preko 200 μg/L.
Živo srebro ima kratko razpolovno dobo, zato merjenje koncentracije elementarnega ali anorganskega Hg v krvi ne daje zanesljivih rezultatov, zato tudi diagnostika ni enostavna.
Pomemben dejavnik, ki vpliva na stopnjo zastrupitve z živim srebrom je tudi trajanje
izpostavljenosti, ko je  bila oseba v nekem daljšem časovnem obdobju na tak ali drugačen način v stiku s to posebno kovino (pri delovnem procesu pridobivanja živega srebra in industrijskih procesih), še posebej to velja za pretekla desetletja, ko varstvo pri delu ni dosegalo takšne stopnje kot danes.
Mnenja o nevarnosti prehajanja živega srebra iz amalgamskih zalivk v zobeh na ostala tkiva 
so v strokovnih krogih deljena.
Morska hrana iz področij, kjer se v prehransko verigo vnaša živo srebro iz okolja, je potencialno nevarna tudi za človeka, ker ta kot zadnji člen te verige konzumira hrano s prekomerno vsebnostjo Hg.
Poleg akutne zastrupitve z živim srebrom obstaja še oblika počasne, nezaznavne in nevidne akumulacije manjših količin živega srebra v organizmih živih bitij in s tem tudi človeka. 
Živo srebro se zelo počasi izloča iz tkiv, simptomi zastrupitve so včasih nejasni, težko opredeljivi, bolezenski znaki pokrivajo simptome mnogih drugih obolenj in pri vseh obolelih tudi niso izraženi v enaki sliki. Zato je pri obolelih pot diagnostike dolgotrajna ali pa sploh nikoli ne pride do postavitve prave diagnoze.
Diagnozo zastrupitve z organskim živim srebrom se najbolj uspešno  dokaže z analizo krvi in las..

## Preventiva
Zastrupitve z živim srebrom  je mogoče preprečiti ali vsaj omiliti z odpravo ali zmanjšanjem
izpostavljenosti živemu srebru in spojinam živega srebra.
Pomembna so opozorila in navodila, namenjena osebam, ki so zaradi poklicne dejavnosti vključeni v procese, pri katerih prihajajo v stik s to strupeno snovjo.
Eden od najučinkovitejših ukrepov pred zastrupitvijo je odstranjevanje vira živega srebra.
Dekontaminacija zahteva odstranitev obleke, temeljito umivanje kože in las ter izpiranje 
oči s fiziološko raztopino. 
V primeru zaužitja npr. živosrebrovega klorida je potrebno ravnati kot v primeru zaužitja katere druge jedke raztopine.

## Zdravljenje
V medicini se pri akutni zastrupitvi z anorganskim živim srebrom izvaja terapija s 
kelacijo. Kelacija ali keliranje je kemična reakcija, pri kateri reagent (kelator) veže kovinski atom. Nastane posebno stabilna molekularna konstrukcija, ki ima osrednji atom (atom težke kovine, npr. atom živega srebra), obdan s kelatnimi kleščami, kot da bi bil ujet v klešče rakovice (od tod tudi izraz CHELE- -klešče). Pot izločitve kelatne kompozicije iz telesa poteka preko krvnega obtoka skozi ledvice, oziroma je končni rezultat izločanje živega srebra z urinom.
Uporablja se 2,3-dimerkapto-1-propanesulfonidno kislino (DMPS), D-penicilamin (DPCN) ali dimerkaprol (BAL).
Ameriška FDA je odobrila uporabo DMSA za zdravljenje zastrupitev z živim srebrom pri 
otrocih, kajti več študij je pokazalo jasne klinične koristi pri uporabi tega sredstva pred ostalimi.
DMSA se pri zastrupitvah s hlapi metilnega ali etilnega živega srebra daje peroralno 
(skozi usta) in ima manj stranskih učinkov kot BAL, DPCN in DMPS. Izsledki raziskav za alfa-lipojsko kislino (ALA) so pokazale, da deluje kot zaščita 
pred akutno zastrupitvijo z živim srebrom, če se uporabi kmalu po izpostavljenosti. Potrebni so pravilni
odmerki, kajti preveliki odmerki povečajo toksičnost, kar so potrdile raziskave pri več vrstah sesalcev.
Glutation in N-acetilcistein (NAC), ki so ga priporočali nekateri zdravniki, nista primerna za zdravljenje, ker povečujeta koncentracijo živega srebra v ledvicah in možganih. 
Eksperemintalne ugotovitve so pokazale interakcijo med selenom in metilnim živim srebrom. 
Epidemiološke študije pa niso potrdile dovolj učinkovite rabe selena pred škodljivimi učinki 
živega srebra.
Tudi če bolnik nima simptomov izpostavljenosti živemu srebru in v anamnezi nima opisane izpostavljenosti, se manjšina zdravnikov (predvsem tistih v alternativni medicini) odloči
za metodo keliranja, z namenom odstraniti živo srebro iz bolnikovega telesa, ker menijo, da le-ta povzroča nevrološke in druge motnje.
Običajna praksa je taka, da bolnikovo telo izzovejo z agensom - kelatorjem in nato zbirajo bolnikov urin. Vzorce urina oddajo v laboratorij, kjer opravijo analizo in na podlagi vsebnosti živega srebra postavijo diagnozo. Včasih za primerjavo uporabijo vzorec urina, ki ga je bolnik oddal pred keliranjem. Na podlagi diagnostike bolniku svetujejo ponovno keliranje. Številni znanstveni podatki podpirajo trditev, da živo srebro v cepivih povzroča avtizem ali njegove simptome, in tudi slovenski ekspert za toksičnost živega srebra je mnenja, da lahko pri nekaterih občutljivejših otrocih tudi živo srebro vpliva na razvoj simtomov avtizma, vendar pa še ni znanstvene podpore za terapijo s kelatorji za zdravljenje avtizma.
Nepravilna terapija s kelatorjem pa je lahko nevarna. Nepravilna oblika EDTA, ki je bila uporabljena za terapijo s keliranjem, je povzročila smrt petletnega dečka z avtizmom - 
zaradi hipokalcemije je prišlo do zastoja srca.

## Prognoza zdravljenja
Veliko toksičnih učinkov živega srebra je delno ali v celoti reverzibilnih, bodisi s pomočjo posebne terapije ali z ukrepom fizične odstranitve kovine po prekinjeni izpostavljenosti. 
Vendar pa dolgotrajna izpostavljenost povzroča nepopravljivo škodo, zlasti na zarodku, dojenčku ali malemu otroku.
Youngov sindrom napoveduje dolgoročne posledice zgodnje zastrupitve z živim srebrom.
Živosrebrov klorid lahko povzroči raka, kar potrjujejo preizkusi, ko se je povečalo več vrst raka pri miših in podganah, medtem ko metilživosrebro povzroča ledvične tumorje pri samcih podgan. Zato sta živosrebrov klorid in metilno živo srebro uvrščena na listo potencialno nevarnih snovi, ki lahko povzročijo raka pri ljudeh.

## Odkrivanje v bioloških tekočinah
V krvi in urinu je mogoče določiti prisotnost živega srebra za potrditev diagnoze zastrupitve pri hospitaliziranih žrtvah ali za pomoč pri forenzični preiskavi v primeru s smrtnim izidom.
Nekatere analitične tehnike lahko razlikujejo anorganske in organske oblike živega srebra. Koncentracija anorganskega živega srebra v obeh bioloških tekočinah (kri in urin) po navadi
dosežejo visoko raven kmalu po izpostavljenosti. Elementarne in organske oblike živega srebra so po navadi v nižjih koncentracijah, vendar so zelo obstojne.
Terapija keliranja lahko povzroči prehodno zvišanje ravni živega srebra v krvi.

## Infantile acrodynia
Bolezen je znana tudi pod imenom kalomelna bolezen, erythredemična polinevropatija in 
rožnata bolezen (pink disease). Gre za vrsto obolenja zaradi zastrupitve z živim srebrom, za katero je značilna bolečina in roza barva rok in nog. 
Bolezen je znana tudi kot rožnata bolezen, Swift bolezen, Feev bolezen, Selter bolezen,
eritrodermija, eritrodermija polinevritis, dermatopolyneuritis, trophodermatoneuroza, 
eritem arthricum epidemicum, vegetativna neuroza in vegetativni encephalitis.
Vse te diagnoze opisujejo različne vidike sindroma.
Acrodynia je bila razmeroma pogosta med otroci v prvi polovici 20. stoletja. Na začetku vzrok za epidemijo acrodynije pri dojenčkih in majhnih otrocih ni bil znan. Med letoma 1950 in 1960 so bolezen uspeli povezati s kalomelnim prahom (živosrebrov klorid). Po letu 1954 se je pojavnost te bolezni zmanjševala.
Acrodynijo je težko diagnostificirati. Domnevajo, da je etiologija tega sindroma
idiosinkratična preobčutljivostna reakcija na živo srebro, ki nastane kot posledica pomanjkljive korelacije z ravnjo živega srebra in se izrazi kot simptom zastrupive.

## Zobni amalgam
Zobni amalgam je zlitina, ki vsebuje okoli 50 odstotkov elementarnega živega srebra in 
so ga prvič uporabili kot polnilo za zobne zalivke v Franciji v začetku 19. stoletja.
Amalgam je vir nizke stopnje izpostavljenosti živemu srebru in ni nobenih znanstvenih dokazov
za klinično pomembne toksične učinke, razen za redke lokalne reakcije preobčutljivosti.
V Združenih državah Amerike je National Institutes of Health podal mnenje, da amalgamske
zalivke ne predstavljajo osebnega tveganja za zdravje in da zamenjava z nadomestnim materialom ni potrebna. 
Nasprotno pa so v skandinavskih državah amalgamske zalivke prepovedali zaradi pomiselkov o onesnaževanju okolja z živim srebrom.
Leta 2002 je Maths Berlin, zaslužni profesor okoljske medicine iz leta 1991, vodil pri Svetovni zdravstveni organizaciji projektno skupino, ki je proučevala okoljska merila za zdravje z ozirom na amalgamsko živo srebro. Izledki raziskav so bili objavljeni kot znanstvena literatura po naročilu švedske vlade za zdravstvena vprašanja, povezana z uporabo 
amalgama. V poročilu je bilo navedeno: "Glede na dejstvo, da je živo srebro multikomponenten toksin, ki na več ravneh vpliva  na biokemično dinamiko celice, amalgamske zalivke niso primerne za restavriranje zob".

## Kozmetika
Nekateri izdelki za beljenje kože vsebujejo strupene kemikalije, kot je živosrebrov (II)
klorid. Ta kemična učinkovina se zlahka resorbira skozi kožo v krvni obtok. V ZDA je uporaba
živega srebra v kozmetičnih izdelkih prepovedana. Vendar pa nekateri kozmetični izdelki vsebujejo živo srebro, ker so pogosto nezakonito uvoženi.
Na podlagi potrjenega primera zastrupitve z živim srebrom, ki izhaja iz uporabe uvoženega izdelka za beljenje kože, je United States Food and Drug Administration opozoril na nevarnost uporabe tovrstnih izdelkov. Posledice uporabe kozmetičnih izdelkov, ki vsebujejo živo srebro se kažejo v simptomih zastrupitve. Beljenje kože je še posebej priljubljeno med azijskimi 
ženskami. V Hong kongu so leta 2002 odkrili izdelke, ki so vsebovali 9000 do 60000 krat večji odmerek od priporočenega.

## Fluorescentne sijalke
Fluorescentne sijalke ali varčne žarnice vsebujejo živo srebro, ki se sprosti ob poškodbi stekla oziroma, če se žarnica razbije. Živo srebro v žarnici je običajno prisotno kot tekoče elementarno živo srebro ali v obliki hlapov, lahko pa tudi oboje, saj tekočina izhlapeva pri sobni temperaturi. 
Če se žarnica razbije v zaprtem prostoru, lahko oddaja hlape živega srebra v dovolj velikih količinah, da je škodljivo za zdravje ljudi. Zato v ZDA organizacija Environmental 
Protection Agency priporoča evakuacijo in zračenje prostora za najmanj 15 minut po poškodbi 
fluorescentne sijalke, če pa se razbije več žarnic naenkrat predstavlja to še večjo skrb.
Iz leta 1987 izhaja poročilo o 23-mesečnem otroku, ki se je zastrupil z živim srebrom 
(infantile acrodynia) in utrpel posledice: anoreksija, izguba telesne teže, razdražljivost, obilno potenje, rdečina in luščenje na prstih rok in nog. Ta primer se je zgodil, ko se je v bližini vrtca razbil kartonast zaboj poln varčnih žarnic. Steklo so počistili, tla pa so ostala kontaminirana z živim srebrom. Otroci, ki so se tam igrali, so obolevali in pokazali so se tipični znaki zastrupitve.